# Pseudobrizalina
Pseudobrizalina es un género de foraminífero bentónico de la familia Bolivinidae, de la superfamilia Bolivinoidea, del suborden Buliminina y del orden Buliminida. Su especie tipo es Bolivina lobata. Su rango cronoestratigráfico abarca desde el Mioceno hasta la Actualidad.

## Discusión
Clasificaciones previas incluían Pseudobrizalina en el suborden Rotaliina del orden Rotaliida.

## Clasificación
Pseudobrizalina incluye a las siguientes especies:
- Pseudobrizalina convallaria
- Pseudobrizalina lobata

Otra especie considerada en Pseudobrizalina es:
- Pseudobrizalina strigosa, aceptado como Sagrinella strigosa